# Chappie
Chappie är en amerikansk science fictionfilm från 2015, regisserad av Neill Blomkamp och skriven av Blomkamp och Terri Tatchell.

## Handling
Filmen utspelar sig i Johannesburg i Sydafrika. Frabriken Tetravaal tillverkar mekaniska polisrobotar. Den som konstruerat dessa robotar uppfinner ett nytt system som får dem att tänka som en människa. Han provar denna nya teknik på robot nummer 22 som får namnet Chappie.

## Rollista i urval
- Sharlto Copley – Chappie
- Dev Patel – Deon Wilson
- Ninja – Ninja
- Yolandi Visser – Yolandi
- Jose Pablo Cantillo – Amerika
- Sigourney Weaver – Michelle Bradley
- Hugh Jackman – Vincent Moore
- Brandon Auret – Hippo
- Anderson Cooper – sig själv